# Gran ciambellano di Francia
Il gran ciambellano di Francia era uno dei grandi ufficiali della corona di Francia durante l'Ancien Régime  e uno dei personaggi più importanti dello Stato nel XVI secolo, poi, come il Gran maestro di Francia, la sua carica ebbe una sempre minore importanza politica e si trasformò in titolo onorifico.

Insegna

## Storia

### Prima della sua creazione
Esistevano dei "ciambellani del re" come Jean de Gaillonet, cavaliere che sposò Margherita di Meudon, o Giovanni VI de Hangest, consigliere-ciambellano del re e governatore della Bretagna.

### Creazione della carica
La carica era molto antica, se si considera che era stata una sorta di fusione tra quelle di ciambellano propriamente detta e quella di chambrier, soppressa da Francesco I nell'ottobre del 1545.
Il gran ciambellano traeva la sua importanza dall'avere permanentemente accesso alla camera del re, prerogativa simbolizzata dalla chiave d'oro che egli portava con sé e che divenne l'insegna araldica della dignità del Gran ciambellano: essi portavano al collo due chiavi d'oro, con anelli all'estremità dell'impugnatura che finivano con una corona reale, dietro la loro arme personale.
Così, sotto il regno di Luigi XIV, il gran ciambellano occupava il secondo posto nel ricevimento degli ambasciatori, serviva il re a tavola e portava a lavare la sua camicia.
Il gran ciambellano firmava i documenti importanti e assisteva con il re al giudizio del pari. Egli aveva la custodia del sigillo segreto e del timbro del Governo. Riceveva gli omaggi resi alla Corona, faceva prestare i giuramenti di fedeltà alla presenza del re. La sua funzione essenziale era il suo ruolo al momento dell'incoronazione
Il giorno dell'unzione egli aveva l'incarico di ricevere i Pari nella camera del re: i pari ecclesiastici bussavano alla porta chiusa, il gran ciambellano domandava loro che cosa cercassero ed essi rispondevano che cercavano il re. Il gran ciambellano apriva quindi loro la porta. Durante la Messa dell'unzione, il gran ciambellano riceveva gli stivaletti regali che gli dava l'abate di Saint-Dénis e li faceva calzare al re. Nello stesso modo egli dava al re la dalmatica e il mantello regale. A tutte le cerimonie egli presenziava come grande ufficiale della corona di Francia. Portatore del gonfalone, aveva un rango tra il Gran maestro di Francia e il Grande scudiero di Francia. Nei lit de justice, egli era assiso ai piedi del re.
Nella prima metà del XVI secolo la carica fu sempre assegnata ad un membro del casato degli Orléans-Longueville, poi, fino al 1664, ad un Guisa ed infine ad un membro del casato di La Tour d'Auvergne, ducato di Bouillon, fino alla fine della monarchia.
Il prevosto di Parigi prendeva il titolo di "ciambellano ordinario del re", poiché, a qualsiasi ora, aveva accesso al sovrano.
Napoleone I volle per la sua casa un grand chambellan (Talleyrand), come anche dei "ciambellani ordinari".
La restaurazione conservò il titolo di gran ciambellano fino alla Rivoluzione di luglio.
Napoleone Maret, duca di Bassano, fu nominato gran ciambellano da Napoleone III.

## Elenco dei gran ciambellani di Francia

### I gran ciambellani di Francia sotto l'Ancien Régime

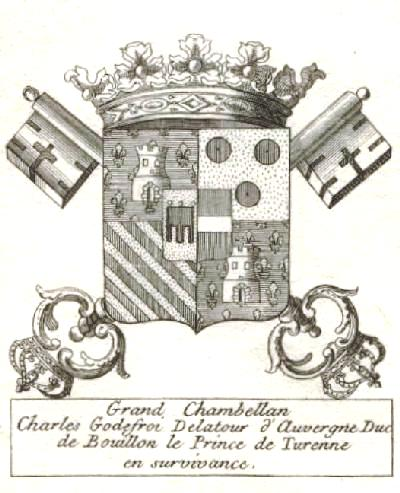
Gran Ciambellano

- 1196-1205 : Gauthier de Villebéon, (v. 1130 - 1205)[3][4]
- 1205-1220 : Gauthier II de Nemours (v. † 1220) (figlio del precedente)
- 1220-1238 : Adam de Villebéon (figlio del precedente)
- 1238-1270 : Pierre de Nemours (figlio del precedente)
- 1272- ? : Mathieu de Milly, detto de Mally
- ? -1278 : Pierre de la Broce
- 1283-1302 : Raoul II de Clermont-Nesle
- ? - 1304 : Mathieu IV de Montmorency
- ? - 1315 : Enguerrand de Marigny
- ? - 1350 : Giovanni I di Melun[3]
- ? - 1382 : Giovanni II di Melun (figlio del precedente)
- ? - avant 1385 : Giovanni III di Melun (figlio del precedente)
- 1381-1401 : Arnaud-Amanieu VIII d'Albret[3]
- 1397-1438 : Giacomo II di Borbone-La Marche[3]
- 1401-1407 : Guy IV de Damas de Couzan, (v.1335 - 1428)
- 1408-1446 : Luigi I di Borbone-Vendôme
- avant 1425-1427 : Giovanni II di Montmorency, si dimise in favore di Giorgio de la Trémoille
- 1427-1439 : Giorgio de la Trémoille, (1383 - 1446).
- 1439-1468 : Giovanni d'Orléans, conte di Dunois, detto Dunois, o il "bastardo d'Orléans"
- ? : Antoine de Châteauneuf († dopo il 1472), signore di Lau, pure grand bouteiller de France sotto Luigi XI[5]
- 1486- ? : Renato II di Lorena, duca di Lorena[5]
- ? : Francesco I d'Orléans, (figlio de Giovanni d'Orléans), conte di Dunois, di Longueville, conte di Tancarville e Montgommery[5]
- 1491-1492 : Filippo di Hochberg, marchese di Baden-Hochberg, conte di Neufchâtel (Svizzera), signore di Rothelin[5][6]
- 1492-1494 : Philippe de Crèvecœur († 1494), signore d'Esquerdes, maresciallo di Francia[5]
- 1500 : Louis de Luxembourg († 1503), (figlio di Luigi di Lussemburgo-Saint-Pol), Principe d'Altemure
- 1504-1512 : Francesco II d'Orléans, duca di Longueville,
- 1512-1516 : Luigi I d'Orléans-Longueville, duca di Longueville.
- 1519-1524 : Claude d'Orléans, duca di Longueville, († 1525).
- 1524-1537 : Luigi II d'Orléans-Longueville, duca di Longueville.
- 1551-1562 : Francesco I di Guisa, duca di Guisa.
- 1562-1589 : Carlo di Guisa, duca di Mayenne.
- 1589-1595 : Enrico I di Orléans-Longueville, duca di Longueville .
- 1596-1621 : Enrico di Mayenne, duca di Mayenne.
- 1621-1643 : Claudio di Lorena, duca di Chevreuse.
- 1643-1654 : Luigi di Lorena, duca di Joyeuse.
- 1655-1658 : Enrico II di Lorena, duca di Guisa.
- 1658-1715 : Godefroy Maurice de La Tour d'Auvergne, duca di Bouillon.
- 1715-1728 : Emmanuel Théodose de La Tour d'Auvergne, duca di Bouillon.
- 1728-1747 : Charles Godefroy de La Tour d'Auvergne, duca di Bouillon.
- 1747-1775 : Godefroy de La Tour d'Auvergne, duca di Bouillon.
- 1775-1790 : Henri Louis de Rohan, principe di Rohan-Guéméné, duca di Montbazon.

### I gran ciambellani della Francia di Napoleone I durante il Primo Impero
- 1804 - 1809 : Charles-Maurice de Talleyrand-Périgord, principe di Benevento (1806).
- 1809 - 1814 : Pierre de Montesquiou (1764-1834), conte di Montesquiou.

### Il gran ciambellano di Francia nella seconda restaurazione
- 1815 - 1830 Charles-Maurice de Talleyrand-Périgord, principe di Benevento (Re Luigi XVIII lo ristabilì nella carica).

### Il gran ciambellano di Francia di Napoleone III
- 1853-1870 Napoléon Maret (1803-1898), duca di Bassano.